# Mesoplodon bidens
El zifio de Sowerby  o del Atlántico norte (Mesoplodon bidens) es una especie de cetáceo odontoceto de la familia Ziphidae. Fue el primer zifio descrito. Su nombre, bidens, se deriva de los dos dientes en la mandíbula, que ahora se sabe son una característica muy común entre el género Mesoplodon.

## Descripción
Su hocico es moderadamente largo, y el melón es ligeramente convexo. El patrón de coloración es gris con algunas zonas más claras. Su longitud llega a alcanzar los 5 metros en las hembras y 5,5 metros en los machos, con un peso de 1000-1300 kilogramos. El zifio de sowerby caza peces de tamaño reducido y realiza un gran consumo de cefalópodos pelágicos como los calamares.

## Hábitat y distribución
Habita en las aguas templadas a frías del Atlántico norte, desde Massachusetts al golfo de Vizcaya, y de Labrador a Islandia y el norte de Noruega. Muy rara vez se avista en el gran norte y frecuenta sobre todo las costas de Europa occidental, llegando incluso a producirse avistamientos en el mar Mediterráneo (a lo largo de la costa de Italia). Se puede encontrar a una profundidad de entre 200 a 1500 metros.